# Oncostemum leptocladum
Oncostemum leptocladum är en viveväxtart som beskrevs av Carl Christian Mez. Oncostemum leptocladum ingår i släktet Oncostemum och familjen viveväxter. Inga underarter finns listade i Catalogue of Life.